# Borba Airport
Borba Airport är en flygplats i Brasilien.   Den ligger i kommunen Borba och delstaten Amazonas, i den centrala delen av landet, 1 800 km nordväst om huvudstaden Brasília. Borba Airport ligger 28 meter över havet.
Terrängen runt Borba Airport är platt, och sluttar norrut. Trakten runt Borba Airport är nära nog obefolkad, med mindre än två invånare per kvadratkilometer.. Närmaste större samhälle är Borba, 2,2 km nordost om Borba Airport.
I omgivningarna runt Borba Airport växer i huvudsak städsegrön lövskog.